# Charlie McAvoy
Charles Patrick "Charlie" McAvoy Jr., född 21 december 1997, är en amerikansk professionell ishockeyback som spelar för Boston Bruins i National Hockey League (NHL).
Han har tidigare spelat för Providence Bruins i American Hockey League (AHL); Boston University Terriers i National Collegiate Athletic Association (NCAA) samt Team USA i United States Hockey League (USHL).
McAvoy draftades av Boston Bruins i första rundan i 2016 års draft som 14:e totalt.

## Statistik
| 2011–2012   | Long Island Gulls          | AYHL        | 15  | 0  | 4   | 4   | 20  | —  | — | —  | —  | —  |
| 2012–2013   | New Jersey Rockets         | MetJHL      | 42  | 15 | 39  | 54  | 47  | —  | — | —  | —  | —  |
|             | New Jersey Rockets         | AtJHL       | 4   | 0  | 0   | 0   | 0   | 1  | 0 | 0  | 0  | 0  |
| 2013–2014   | Team USA                   | USHL        | 34  | 4  | 6   | 10  | 56  | —  | — | —  | —  | —  |
|             | U.S. National U17 Team     |             | 54  | 7  | 12  | 19  | 58  | —  | — | —  | —  | —  |
| 2014–2015   | Team USA                   | USHL        | 23  | 3  | 16  | 19  | 33  | —  | — | —  | —  | —  |
|             | U.S. National U18 Team     |             | 63  | 7  | 33  | 40  | 51  | —  | — | —  | —  | —  |
| 2015–2016   | Boston University Terriers | NCAA        | 37  | 3  | 22  | 25  | 56  | —  | — | —  | —  | —  |
| 2016–2017   | Boston Bruins              | NHL         | —   | —  | —   | —   | —   | 6  | 0 | 3  | 3  | 2  |
|             | Boston University Terriers | NCAA        | 38  | 5  | 21  | 26  | 51  | —  | — | —  | —  | —  |
|             | Providence Bruins          | AHL         | 4   | 0  | 2   | 2   | 4   | —  | — | —  | —  | —  |
| 2017–2018   | Boston Bruins              | NHL         | 63  | 7  | 25  | 32  | 53  | 12 | 1 | 4  | 5  | 6  |
| 2018–2019   | Boston Bruins              | NHL         | 54  | 7  | 21  | 28  | 45  | 23 | 2 | 6  | 8  | 16 |
| 2019–2020   | Boston Bruins              | NHL         | 67  | 5  | 27  | 32  | 41  | 13 | 1 | 3  | 4  | 24 |
| 2020–2021   | Boston Bruins              | NHL         | 51  | 5  | 25  | 30  | 38  | 11 | 1 | 11 | 12 | 4  |
| 2021–2022   | Boston Bruins              | NHL         | 78  | 10 | 46  | 56  | 66  | 6  | 0 | 5  | 5  | 4  |
| 2022–2023   | Boston Bruins              | NHL         | 67  | 7  | 45  | 52  | 54  | 7  | 0 | 5  | 5  | 8  |
| 2023–2024   | Boston Bruins              | NHL         | 74  | 12 | 35  | 47  | 86  | 13 | 1 | 5  | 6  | 20 |
| NHL totalt  | NHL totalt                 | NHL totalt  | 454 | 53 | 224 | 277 | 383 | 91 | 6 | 42 | 48 | 84 |
| NCAA totalt | NCAA totalt                | NCAA totalt | 75  | 8  | 43  | 51  | 107 | —  | — | —  | —  | —  |
| USHL totalt | USHL totalt                | USHL totalt | 57  | 7  | 22  | 29  | 89  | —  | — | —  | —  | —  |

### Internationellt
| Källa: Uppdaterad: 2019-12-31 | Källa: Uppdaterad: 2019-12-31 | Källa: Uppdaterad: 2019-12-31 |         | Utv = Utvisningsminuter | Utv = Utvisningsminuter | Utv = Utvisningsminuter | Utv = Utvisningsminuter | Utv = Utvisningsminuter |
| År                            | Lag                           | Mästerskap                    | Matcher | Mål                     | Assists                 | Poäng                   | Utv                     |                         |
| ----------------------------- | ----------------------------- | ----------------------------- | ------- | ----------------------- | ----------------------- | ----------------------- | ----------------------- | ----------------------- |
| 2015                          | USA                           | U18-VM                        | 7       | 0                       | 4                       | 4                       | 2                       |                         |
| 2016                          | USA                           | JVM                           | 7       | 0                       | 0                       | 0                       | 0                       |                         |
| 2017                          | USA                           | JVM                           | 7       | 2                       | 4                       | 6                       | 14                      |                         |
| 2017                          | USA                           | VM                            | 8       | 0                       | 1                       | 1                       | 6                       |                         |
| 2018                          | USA                           | VM                            | 6       | 3                       | 6                       | 9                       | 4                       |                         |
| Junior totalt                 | Junior totalt                 | Junior totalt                 | 21      | 2                       | 8                       | 10                      | 16                      |                         |
| Senior totalt                 | Senior totalt                 | Senior totalt                 | 14      | 3                       | 7                       | 10                      | 10                      |                         |